# Chemical Abstracts Service
Chemical Abstracts Service (CAS) er en organisation, som skaffer, lagrer og videregiver digitale informationer om videnskabelige undersøgelser og opdagelser inden for kemifaget. CAS kan skaffe oplysninger fra tidsskrifter og patentkontorer helt tilbage til slutningen af det 19. århundrede.
CAS er en underafdeling af American Chemical Society, der har en omfattende database over kemiske stoffer, kaldet CAS Registry. Det er også denne organisation, der har oprettet CAS-registret, der rummer oplysninger om mere end 31 millioner kemiske stoffer.